# Ceratodon heterophyllus
Ceratodon heterophyllus là một loài rêu trong họ Ditrichaceae. Loài này được Kindb. mô tả khoa học đầu tiên năm 1892.